# Іст-Фінчлі (станція метро)
51°35′13″ пн. ш. 0°09′53″ зх. д. / 51.58705° пн. ш. 0.164856° зх. д.
Іст-Фінчлі (англ. East Finchley) — станція відгалуження Хай-Барнет Північної лінії Лондонського метро. Станція розташована у 3-й тарифній зоні, у районі Фінчлі, боро Барнет, Лондон, між станціями Фінчлі-Сентрал та Хайгейт. Пасажирообіг на 2017 рік — 7.31 млн осіб.
Конструкція станції: підземна мілкого закладення з двома прямими береговими платформами.

## Історія
- 22.серпня 1867: відкриття станції у складі Great Northern Railway (GNR).[4][5]
- 14. квітня 1940: відкриття трафіку Північної лінії[6]
- 2. березня 1941: завершення трафіку London and North Eastern Railway
- 1. жовтня 1962: завершення товарного трафіку[7]

## Пересадки
- На автобуси London Bus маршрутів: 102, 143, 234, 263, 603, H3 та нічний маршрут N20[8]